# Christian Makarian
Christian Makarian, né en 1957 à Marseille, est un journaliste français. 

## Biographie
Après avoir débuté comme reporter à RTL (1981-1982), il rejoint Le Point en 1984, où il est journaliste au service politique (dirigé par Denis Jeambar). Nommé chef de service en 1987, il devient en 1992 grand reporter, puis chef du service « société » de l’hebdomadaire. Entré à L'Express en 1999, il exerce les fonctions de directeur adjoint de la rédaction puis, en 2006, celles de directeur délégué de la rédaction, jusqu'en 2020 ou il quitte l'hebdomadaire.[réf. souhaitée]

## Publications
- Un inconnu nommé Chevènement, La Table Ronde, 1986.
- Marie, consacré à la mère de Jésus-Christ, éditions LGF, 1997.
- Le Choc Jésus et Mahomet, éditions Lattès, 2008.
- Généalogie de la catastrophe. Retrouver la sagesse face à l'imprévisible, Cerf, 2020.